# Pueblo de Arriba
Pueblo de Arriba ist eine Ortschaft in Uruguay.

## Geographie
Pueblo de Arriba befindet sich im nördlichen Landesteil Uruguays auf dem Gebiet des Departamento Tacuarembó in dessen Sektor 7. Der Ort liegt nordöstlich von Ansina, nördlich von Pueblo del Barro und ostsüdöstlich von Cuchilla del Ombú.

## Einwohner
Beim Census 2011 betrug die Einwohnerzahl von Pueblo de Arriba 170, davon 89 männliche und 81 weibliche. Für die vorhergehenden Volkszählungen der Jahre 1963, 1975, 1985, 1996 und 2004 sind beim Instituto Nacional de Estadística de Uruguay keine Daten erfasst worden.
| Jahr | Einwohner |
| ---- | --------- |
| 1996 | -         |
| 2004 | -         |
| 2011 | 170       |

Quelle: Instituto Nacional de Estadística de Uruguay